# Смоляни-Домб
Смоляни-Домб (пол. Smolany Dąb) — село в Польщі, у гміні Краснополь Сейненського повіту Підляського воєводства.
Населення — 32 особи (2011).
У 1975-1998 роках село належало до Сувальського воєводства.

## Демографія
Демографічна структура станом на 31 березня 2011 року:
|          | Загалом | Допрацездатний вік | Працездатний вік | Постпрацездатний вік |
| -------- | ------- | ------------------ | ---------------- | -------------------- |
| Чоловіки | 10      | 0                  | 10               | 0                    |
| Жінки    | 22      | 8                  | 10               | 4                    |
| Разом    | 32      | 8                  | 20               | 4                    |